# Binson-et-Orquigny
Binson-et-Orquigny és un municipi francès, situat al departament del Marne i a la regió del Gran Est. L'any 2007 tenia 163 habitants.

## Demografia

### Població
El 2007 la població de fet de Binson-et-Orquigny era de 163 persones. Hi havia 70 famílies, de les quals 26 eren unipersonals (11 homes vivint sols i 15 dones vivint soles), 18 parelles sense fills, 22 parelles amb fills i 4 famílies monoparentals amb fills.
La població ha evolucionat segons el següent gràfic:
Habitants censats

### Habitatges
El 2007 hi havia 90 habitatges, 72 eren l'habitatge principal de la família i 19 estaven desocupats. 83 eren cases i 4 eren apartaments. Dels 72 habitatges principals, 51 estaven ocupats pels seus propietaris, 14 estaven llogats i ocupats pels llogaters i 6 estaven cedits a títol gratuït; 4 tenien una cambra, 4 en tenien dues, 11 en tenien tres, 21 en tenien quatre i 32 en tenien cinc o més. 49 habitatges disposaven pel capbaix d'una plaça de pàrquing. A 34 habitatges hi havia un automòbil i a 27 n'hi havia dos o més.

### Piràmide de població
La piràmide de població per edats i sexe el 2009 era:
| Homes | Edats   | Dones |
| ----- | ------- | ----- |
| 0     | 95 o +  | 0     |
| 0     | 90 a 94 | 0     |
| 0     | 85 a 89 | 4     |
| 0     | 80 a 84 | 0     |
| 4     | 75 a 79 | 12    |
| 4     | 70 a 74 | 0     |
| 4     | 65 a 69 | 12    |
| 0     | 60 a 64 | 0     |
| 4     | 55 a 59 | 4     |
| 8     | 50 a 54 | 8     |
| 8     | 45 a 49 | 8     |
| 12    | 40 a 44 | 0     |
| 8     | 35 a 39 | 4     |
| 0     | 30 a 34 | 8     |
| 12    | 25 a 29 | 16    |
| 4     | 20 a 24 | 0     |
| 8     | 15 a 19 | 4     |
| 0     | 10 a 14 | 0     |
| 20    | 5 a 9   | 0     |
| 0     | 0 a 4   | 0     |

## Economia
El 2007 la població en edat de treballar era de 110 persones, 84 eren actives i 26 eren inactives. De les 84 persones actives 79 estaven ocupades (40 homes i 39 dones) i 6 estaven aturades (3 homes i 3 dones). De les 26 persones inactives 12 estaven jubilades, 6 estaven estudiant i 8 estaven classificades com a «altres inactius».

### Ingressos
El 2009 a Binson-et-Orquigny hi havia 75 unitats fiscals que integraven 181,5 persones, la mediana anual d'ingressos fiscals per persona era de 23.138 €.

### Activitats econòmiques
Dels 5 establiments que hi havia el 2007, 2 eren d'empreses alimentàries, 2 d'empreses de comerç i reparació d'automòbils i 1 d'una empresa classificada com a «altres activitats de serveis».
L'any 2000 a Binson-et-Orquigny hi havia 31 explotacions agrícoles que ocupaven un total de 119 hectàrees.

## Equipaments sanitaris i escolars
El 2009 hi havia una escola elemental integrada dins d'un grup escolar amb les comunes properes formant una escola dispersa.

## Poblacions més properes
El següent diagrama mostra les poblacions més properes.